# Grbci
Grbci (olaszul: Gherbizzi), Fiume városrésze Horvátországban, Tengermellék-Hegyvidék megyében.

## Fekvése
Grbci a város északnyugati részén helyezkedik el, délen Zamet, északon Srdoči, keleten Gornji Zamet városrészek területeivel határos.

## Sport
NK Grbci 2000 labdarúgóklub